# 452 (szám)
A 452 (római számmal: CDLII) egy természetes szám.

## A szám a matematikában
A tízes számrendszerbeli 452-es a kettes számrendszerben 111000100, a nyolcas számrendszerben 704, a tizenhatos számrendszerben 1C4 alakban írható fel.
A 452 páros szám, összetett szám, kanonikus alakban a 22 · 1131 szorzattal, normálalakban a 4,52 · 102 szorzattal írható fel. Hat osztója van a természetes számok halmazán, ezek növekvő sorrendben: 1, 2, 4, 113, 226 és 452.
A 452 négyzete 204 304, köbe 92 345 408, négyzetgyöke 21,26029, köbgyöke 7,67443, reciproka 0,0022124. A 452 egység sugarú kör kerülete 2839,99976 egység, területe 641 839,94550 területegység; a 452 egység sugarú gömb térfogata 386 815 540,5 térfogategység.